# LX Reunião Ordinária do Conselho do Mercado Comum
A LX Reunião Ordinária do Conselho do Mercado Comum ocorreu em 20 e 21 de julho de 2022, na cidade de Luque, Paraguai.

## Participantes
Representando os estados-membros
- Carlos Franco França
- Alberto Fernández
- Luis Lacalle Pou
- Mario Abdo Benítez
- Rogelio Mayta

## Decisões
A reunião produziu 08 decisões.